# El león en invierno (película)
El león en invierno (The Lion in Winter) es una película británica histórica de 1968 dirigida por Anthony Harvey. Escrita por James Goldman (basado en su propia obra del mismo nombre); producida por Joseph E. Levine, Jane C. Nusbaum y Martin Poll ; y protagonizada por Peter O'Toole, Katharine Hepburn, John Castle, Anthony Hopkins (en su primer papel importante en el cine), Jane Merrow, Timothy Dalton (en su debut cinematográfico) y Nigel Terry.
Se basa en la Navidad de 1183, en la que Enrique II reúne en el castillo de Chinon a su familia para anunciar cuál de sus hijos será su sucesor: Ricardo (Corazón de León), Geoffrey o Juan (Sin Tierra). Sobre las intrigas de la familia se cierne la inteligente y temible Leonor de Aquitania, esposa de Enrique II, que lleva diez años encarcelada por su marido por conspirar contra él, y que intentará desbaratar sus planes.
La película fue un éxito comercial y ganó tres Premios Oscar, incluido el empate histórico de Hepburn con Barbra Streisand como Mejor Actriz, convirtiendo a Hepburn en la primera mujer en ganar tres veces dicho galardón. Hubo un remake de televisión en 2003.

## Argumento
Enrique II, rey de Inglaterra (Peter O'Toole), celebra la fiesta de Navidad de 1183  en el castillo de Chinon y ordena que su esposa, Leonor de Aquitania (Katharine Hepburn), salga del encierro donde la tiene desde hace diez años. En el castillo (hoy en día en Francia), donde Enrique vive con su amante Alais (Jane Merrow), él también reúne a sus tres hijos, el mayor y valiente Ricardo (Anthony Hopkins), futuro Ricardo I de Inglaterra, Corazón de León, el manipulador Geoffrey (John Castle), futuro Godofredo II de Bretaña, y el joven Juan (Nigel Terry), futuro Juan I de Inglaterra (Juan sin Tierra), para decidir quién le sucede en el trono.
Entre Leonor y Enrique surgirá allí una disputa por la sucesión del trono: Ricardo es el preferido de su madre y Juan el de su padre.
El rey Felipe II de Francia (Timothy Dalton) visita al rey inglés para solucionar el problema de su hermana Alais, prometida como futura esposa de quien sea el futuro rey inglés, y convertida ya en amante de Enrique II. Tras una serie de complots, el rey de Francia, que odia a Enrique, le descubre a Enrique las ambiciones de sus hijos, y él reniega de ellos tras una discusión con Leonor. También descubre en la conversación con Enrique, que Felipe II y Ricardo habían sido amantes. 
El rey obliga a marchar a Felipe II de Francia y planea tener hijos con Alais, pero ella se niega por el peligro que sus hijos tendrían con la presencia de los que ya tiene. Adicionalmente Leonor de Aquitania no quiere permitir lo que planifica Enrique II y actúa contra él. Finalmente, en un enfrentamiento final, Enrique II descubre que no puede matar a sus hijos, reniega a Alais y, vencido, decide dejar las cosas como están. También promete a Leonor de Aquitania que podrá volver junto a él para Pascua.

## Reparto

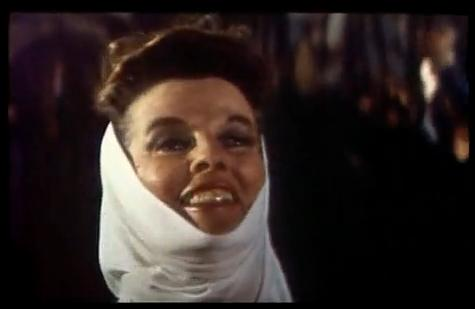
Katharine Hepburn en una de las escenas de la película, interpretación que le valió su tercer Premio Oscar

- Peter O'Toole como Enrique II, Rey de Inglaterra, Señor de Irlanda, Duque de Normandía y de Aquitania, Conde de Anjou (Esta es la segunda vez que O'Toole interpreta a Enrique II, después de Becket de 1964 con Richard Burton).
- Katharine Hepburn como Leonor de Aquitania, su reina separada
- Anthony Hopkins como Ricardo Corazón de León, su hijo mayor
- John Castle como Geoffrey, su hijo mediano
- Nigel Terry como Juan sin tierra, su hijo menor
- Timothy Dalton como Felipe II, rey de Francia
- Jane Merrow como Alais, hermana de Philip y amante de Henry, prometida a Ricardo por acuerdo previo.
- Nigel Stock como Capitán William Marshall
- Kenneth Ives como guardia de la reina Leonor
- OZ Whitehead como Hugh de Puiset, el obispo de Durham

## Producción

### Casting

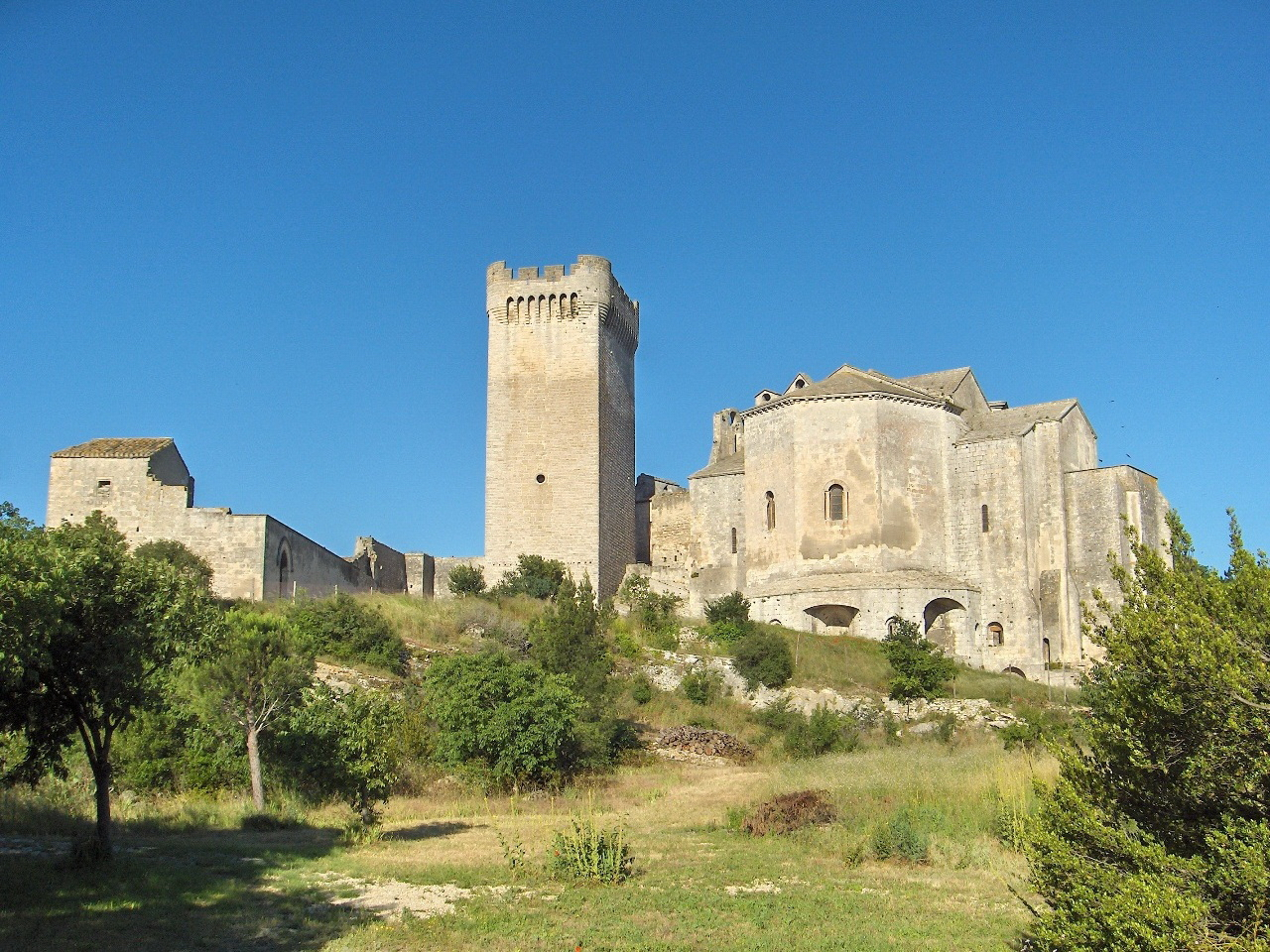
Abadía de Montmajour, castillo utilizado para rodar el filme.

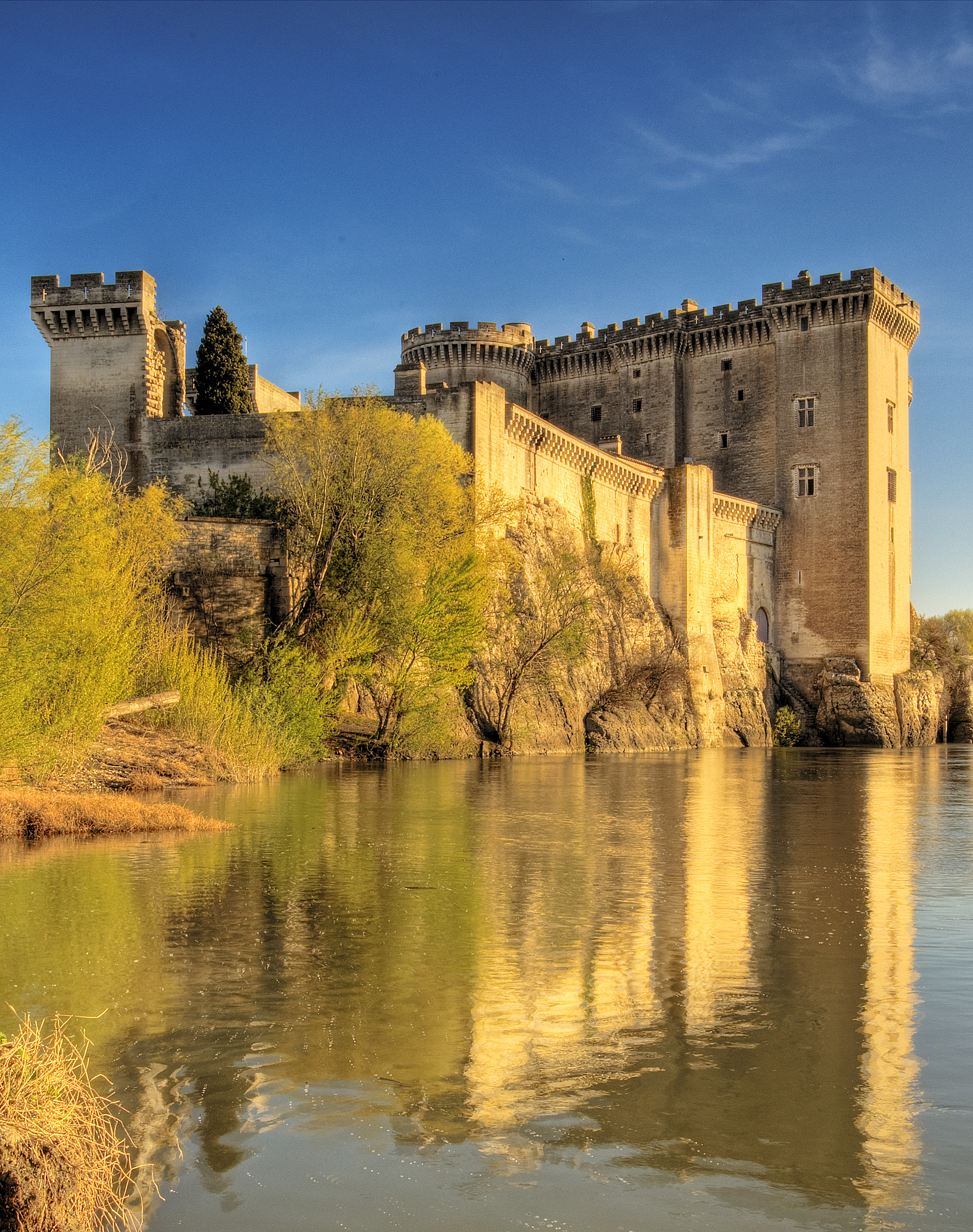
Castillo de Trascon, utilizado para rodar el filme.

Poll estaba destinado a hacer una película con Joseph Levine y Peter O'Toole, The Ski Bum (que sería escrita por el hermano de James Goldman, William). Ese proyecto fracasó y Poll sugirió que hicieran "Lion in Winter" en su lugar. O'Toole, que tenía 36 años, interpreta a Enrique II a los 50. Había interpretado al mismo rey cuando era joven en la película Becket solo cuatro años antes.
En octubre de 1967, los actores ensayaron en el Haymarket Theatre de Londres. La producción comenzó en noviembre de 1967 y continuó hasta mayo de 1968.

### Filmación
La película se rodó en Ardmore Studios en Bray, County Wicklow, Irlanda, y en locaciones de Irlanda, Gales (Marloes Sands), y en Francia en la Abadía de Montmajour, Arlés; el Castillo de Tarascon y Tavasson, Saona y Loira.
Las figuras de piedra esculpidas que aparecen durante la música del título principal fueron un hallazgo afortunado e inesperado del director mientras filmaba escenas en Francia. Fueron filmados a lo largo del camino de entrada del artista y luego editados para crear la secuencia del título donde parecen estar en las paredes interiores del castillo.

## Contexto histórico

Mapa de Francia en 1180. El Vexin se encuentra al noroeste de París, entre ésta y Rouen. Cabe destacar que la película está ambientada durante la Edad Media

Aunque el trasfondo y los destinos eventuales de los personajes son generalmente precisos, El león en invierno es ficticio: mientras había una corte navideña en Caen en 1182, no había ninguna en Chinon en 1183. En realidad, Enrique tenía muchas amantes y muchos hijos ilegítimos. niños; la " Rosamund " mencionada en la película fue su amante hasta su muerte. La revuelta de 1173-1174 proporciona los antecedentes históricos que conducen a los acontecimientos de la obra. También hubo una segunda rebelión, cuando el joven Enrique y Geoffrey se rebelaron en 1183, lo que resultó en la muerte del joven Enrique. Si bien algunos historiadores han teorizado que Richard era homosexual, no es algo totalmente seguro.
Geoffrey murió en 1186 en un torneo de justas celebrado en París (con algunas especulaciones de que Geoffrey estaba involucrado en un complot contra Enrique con Felipe en ese momento). Una tercera rebelión contra Enrique por parte de Ricardo y Felipe en 1189 finalmente tuvo éxito, y Enrique derrotado decisivamente se retiró a Chinon en Anjou, donde murió. Ricardo Corazón de León sucedió a Enrique II, pero pasó muy poco tiempo en Inglaterra (quizás 6 meses), después de lo cual se convirtió en un comandante cristiano central durante la Tercera Cruzada al frente de la campaña tras la marcha de Felipe. Ricardo obtuvo algunas victorias considerables, pero no logró recuperar Jerusalén. Juan sin tierra finalmente sucedió a Ricardo en 1199 después de la muerte de este. Durante su fallido reinado, perdió la mayor parte de las posesiones de su padre en el norte de Francia y enfureció a los barones ingleses, quienes se rebelaron y lo obligaron a firmar la Carta Magna. Juan sin tierra también es conocido por ser el villano de las leyendas de Robin Hood. Por último, William Marshall, quien durante la película es acosado por Enrique II, sobrevivió a la familia real inglesa y finalmente gobernó Inglaterra como regente del joven Enrique III.

## Recepción
La película se estrenó el 30 de octubre de 1968 (estreno en Londres el 29 de diciembre de 1968) en donde obtuvo una buena acogida tanto de la crítica, como también del público.
La película ganó aproximadamente $ 6,4 millones en alquileres de distribuidores en el mercado nacional de América del Norte durante su primer año de estreno. Fue la decimocuarta película más popular en la taquilla estadounidense en 1969.
Renata Adler de The New York Times escribió que la película era "en su mayor parte, al aire libre y divertida, llena del tipo de trama y acción por la que la gente solía ir al cine".
Variety lo llamó "un drama personal intenso, feroz presentado por la actuación sobresaliente de Peter O'Toole y Katharine Hepburn. Anthony Harvey, un director relativamente nuevo, ha hecho un trabajo excelente con un elenco generalmente fuerte, una adaptación literaria del autor y magníficos valores de producción reunidos por Martin H. Poll, quien produjo para Joseph E. Levine la presentación bajo la bandera de la Embajada".
Roger Ebert le dio a la película 4 estrellas de 4 y escribió: "Una de las alegrías que las películas brindan muy rara vez es la oportunidad de ver un guión literario manejado de manera inteligente. 'The Lion in Winter' triunfa en esa difícil tarea; no desde ' A Man for All Seasons ' hemos tenido un manejo tan capaz de una historia sobre ideas. Pero 'The Lion in Winter' también funciona a un nivel emocional, y creo que es la mejor película".
Charles Champlin, de Los Angeles Times, declaró: "Hoy mismo pueden otorgarse los máximos honores a la película más culta del año y a la mejor, más imaginativa y fascinante evocación de un tiempo y lugar histórico a 'El león en invierno".
Pauline Kael de The New Yorker fue menos positiva y escribió que la película calculó mal al intentar elevar la trama melodramática "con emociones serias, vestuario y escenarios más o menos auténticos, música pseudo-Stravinsky y pompa histórica. Y simplemente no lo hará. hacer que los actores actúen como si se tratara de una obra histórica genuina y 'profunda' del orden de 'Un hombre para todas las estaciones' ... Están interpretando una obra histórica camp como si fuera real: entregando comercial casi poesía como si fuera Shakespeare". 

### Premios y nominaciones

#### Oscar
| Año  | Categoría                 | Película          | Resultado |
| ---- | ------------------------- | ----------------- | --------- |
| 1968 | Mejor Película            | Mejor Película    | Candidata |
| 1968 | Mejor Director            | Anthony Harvey    | Candidato |
| 1968 | Mejor Actor               | Peter O'Toole     | Candidato |
| 1968 | Mejor Actriz              | Katharine Hepburn | Ganadora  |
| 1968 | Mejor Guion Adaptado      | James Goldman     | Ganador   |
| 1968 | Mejor Banda Sonora        | John Barry        | Ganador   |
| 1968 | Mejor Diseño de Vestuario | Margaret Fuse     | Candidata |

#### BAFTA
| Año  | Categoría              | Película          | Resultado |
| ---- | ---------------------- | ----------------- | --------- |
| 1968 | Mejor Actriz           | Katharine Hepburn | Ganadora  |
| 1968 | Mejor Actor de Reparto | Anthony Hopkins   | Candidato |
| 1968 | Mejor Guion Adaptado   | James Goldman     | Candidato |
| 1968 | Mejor Banda Sonora     | John Barry        | Ganador   |

#### Globos de Oro
| Año  | Categoría               | Película               | Resultado |
| ---- | ----------------------- | ---------------------- | --------- |
| 1968 | Mejor Película - Drama  | Mejor Película - Drama | Ganador   |
| 1968 | Mejor Director          | Anthony Harvey         | Candidato |
| 1968 | Mejor Actor - Drama     | Peter O'Toole          | Ganador   |
| 1968 | Mejor Actriz - Drama    | Katharine Hepburn      | Candidata |
| 1968 | Mejor Actriz de Reparto | Jane Merrow            | Candidata |
| 1968 | Mejor Guion             | James Goldman          | Candidato |

#### Laurel Awards
- Premio a la mejor actriz para Katharine Hepburn